# Stenogobius beauforti
Stenogobius beauforti är en fiskart som först beskrevs av Weber, 1907.  Stenogobius beauforti ingår i släktet Stenogobius och familjen smörbultsfiskar. IUCN kategoriserar arten globalt som livskraftig. Inga underarter finns listade i Catalogue of Life.